# Agrostis variabilis
Agrostis variabilis é uma espécie de gramínea do gênero Agrostis, pertencente à família Poaceae.